# Portglenone
Portglenone är en ort i Storbritannien.   Den ligger i riksdelen Nordirland, i den västra delen av landet, 600 km nordväst om huvudstaden London. Portglenone ligger 32 meter över havet och antalet invånare är 1 230.
Terrängen runt Portglenone är huvudsakligen platt, men norrut är den kuperad. Runt Portglenone är det ganska tätbefolkat, med 75 invånare per kvadratkilometer. Närmaste större samhälle är Ballymena, 12,5 km öster om Portglenone. Trakten runt Portglenone består i huvudsak av gräsmarker.